# Kalvsviks socken
Kalvsviks socken i Småland ingick i Kinnevalds härad i Värend, ingår sedan 1971 i Växjö kommun och motsvarar från 2016 Kalvsviks distrikt i Kronobergs län.
Socknens areal är 64,34 kvadratkilometer, varav land 46,19. År 2000 fanns här 602 invånare. Kyrkbyn Kalvsvik med Kalvsviks kyrka ligger i denna socken. 

## Administrativ historik
Kalvsviks socken har medeltida ursprung.
Vid kommunreformen 1862 övergick socknens ansvar för de kyrkliga frågorna till Kalvsviks församling och för de borgerliga frågorna till Kalvsviks landskommun.  Denna senare inkorporerades 1952 i Mellersta Kinnevalds landskommun som sedan 1971 uppgick i Växjö kommun. Församlingen uppgick 2024 i Tävelsås, Vederslöv och Kalvsviks församling.
1 januari 2016 inrättades distriktet Kalvsvik, med samma omfattning som församlingen hade 1999/2000.  
Socknen har tillhört samma fögderier och domsagor som Kinnevalds härad. De indelta soldaterna tillhörde Kronobergs regemente, Kinnevalds kompani och Smålands husarregemente, Växjö kompani. Socknen hade 14-16 soldattorp vid mitten av 1800-talet.

## Geografi
Kalvsviks socken ligger vid nordöstra delen av Åsnen och omfattar också några öar och vikar (Åkavik och Jätfjorden) i sjön. Kalvsvik socken består av jämn skogsterräng med mossar och spridda odlingsmarker. Av öarna i Åsnen hör den långsträckta Kläcklingen till Kalvsvik. som var säteri och frälsehemman fram till 1810-talet.
Kalvsvik gränsar i väster mot Hössöhalvön och Vrankunge by, i öster mot Skatelövs socken, i söder vid Sirkön till Urshults socken, i norr till Vederslövs socken och öster till Jäts socken.
En del av Nationalparken ligger inom Kalvsviks sockens västra del.
Kalvsvik har egen förskola, lågstadieskola och fritidshem. Allt detta ligger i vår vackra Bygdegård.
Kalvsvik har dessutom en lanthandel, bilverkstad med dygnetrunt försäljning av bensin och en byggvaruhandel. 
Kalvsvik har ett aktivt föreningsliv med bland annat Bygdegårdsförening, Hembygdsförening, Sockenråd och Aktiva Kalvsvik som årligen genomför ett antal samordnade aktiviteter.

## Fornminnen
Åtta hällkistor, några gravrösen från bronsåldern samt några järnåldersgravfält finns här.

## Namnet
Namnet (1336 Kalfswijk), taget från kyrkbyn, innehåller ett förled som kan vara ett mansnamn Kalv eller syfta på kalv. Efterledet vik.

### Fotnoter
1. 1 2  Svensk Uppslagsbok andra upplagan 1947–1955: Kalvsvik socken
2. 1 2  Harlén, Hans; Harlén Eivy (2003). Sverige från A till Ö: geografisk-historisk uppslagsbok. Stockholm: Kommentus. Libris 9337075. ISBN 91-7345-139-8
3. ↑  ”Församlingar”. Statistiska centralbyrån. https://www.scb.se/hitta-statistik/regional-statistik-och-kartor/regionala-indelningar/forsamlingar/. Läst 30 december 2022.
4. ↑  Administrativ historik för Kalvsvik socken (Klicka på församlingsposten). Källa: Nationella arkivdatabasen, Riksarkivet.
5. ↑  Sjögren, Otto (1931). Sverige geografisk beskrivning del 2 Östergötlands, Jönköpings, Kronobergs, Kalmar och Gotlands län. Stockholm: Wahlström & Widstrand. Libris 9939
6. 1 2  Nationalencyklopedin
7. ↑  Fornlämningar, Statens historiska museum: Kalvsviks socken
8. ↑  Fornminnesregistret, Riksantikvarieämbetet: Kalvsviks socken Fornminnen i socknen erhålls på kartan genom att skriva in sockennamn (utan "socken") i "Ange geografiskt område"